# Heterospilus rohweri
Heterospilus rohweri – gatunek błonkówki z rodziny męczelkowatych i podrodziny Doryctinae.
Ciało długości 4 mm. Głowa z miodowożółtymi: czołem, pomarszczoną twarzą i obwódkami oczu oraz brązowym, poprzecznie żeberkowanym ciemieniem. Czułki brązowe z żółtym trzonkiem. Tułów ciemnobrązowy z jaśniej brązowymi tarczką i śródtarczką. Śródtarczka granulowanych płatach. Mezopleury gładkie. Bruzda przedtarczkowa przecięta jednym żeberkiem. Boki pozatułowia są w całości pomarszczone, a jego część środkowo-nasadowa gładka. Odnóża żółte. Metasoma do nasady trzeciego tergum ciemnobrązowa, a dalej miodowożółta. Pierwsze tergum metasomy u wierzchołka węższe niż dłuższe, drugie tergum z prostym przednim rowkiem poprzecznym, a terga od IV do VII gładkie. Pokładełko dłuższe od metasomy.
Gatunek znany wyłącznie z Kostaryki.